# 打箭鑪直隸廳
打箭鑪直隸廳，是清代四川川邊的一個行政區，明代為長河西魚通安遠宣慰司。康熙初，明宣慰司以地歸附。雍正七年（1729年），移雅州府同知來治，置打箭鑪廳，仍隸雅州府。光緒三十年（1904年），升打箭鑪直隸廳。治所即今四川康定。